# Veilchen-Polka
Veilchen-Polka (Polka de la violette), basée sur des motifs russes, est une polka de Johann Strauss II (op. 256). L'œuvre est créée à Pavlovsk le 26 mai 1861.

## Histoire
Au cours de l'été 1861, le fils de Johann Strauss se rend à nouveau en Russie pendant environ six mois. Le concert d'ouverture de ses représentations en tant qu'invité a lieu le 26 mai selon le calendrier grégorien (le 14 mai selon le calendrier julien en vigueur en Russie). En plus de ses propres compositions, l'orchestre qu'il dirige joue aussi des œuvres d'autres compositeurs bien connus tels que Jean-Sébastien Bach ou Richard Wagner. L'une de ses propres compositions est la polka dont il est question ici, alors intitulée La Violetta. Elle ne reçoit son nom allemand que lors de sa publication à Vienne. Strauss reprend et fait varier des thèmes russes dans son œuvre. De la sorte, il rendu hommage au goût du public local. La composition est accueillie avec enthousiasme. Alors que sa tournée de concerts se poursuit en 1861 dans la grande région de Saint-Pétersbourg, Johann Strauss interprète encore et encore la polka avec un grand succès. L'ouvrage est ensuite publié à Vienne. Aujourd’hui, la composition n’est jouée qu’occasionnellement. Cela est également dû au fait que Strauss a composé de nombreuses œuvres similaires, qui se font ensuite concurrence dans les programmes de concerts.

## Durée
Sa durée d'exécution est de 3 minutes et 12 secondes. Elle peut varier quelque peu selon l'interprétation musicale du chef d'orchestre.

## Postérité
En 1993, la pièce est jouée lors du célèbre concert du nouvel an à Vienne, sous la direction de Riccardo Mutti.